# Charles Howard (1579-1642)
Charles Howard (17 september 1579 – 3 oktober 1642) was een Engels edelman. Hij was de zoon van Charles Howard, 1e graaf van Nottingham en Katherine Carey.
Howard huwde tweemaal. Voor de eerste keer op 19 mei 1597 met Charity White († 18 december 1618). Voor de tweede keer huwde hij op 22 april 1620 te Londen met Mary Cokayne (ca 1598 – 1651), dochter van William Cokayne, die in 1619 burgemeester (Lord Mayor) van Londen was geweest. Beide huwelijken bleven kinderloos.
Hij volgde zijn vader in 1624 op als 2e graaf van Nottingham en werd na zijn dood opgevolgd door zijn halfbroer Charles Howard, 3e graaf van Nottingham.